# Cementerio de Sant Gervasi
El cementerio de Sant Gervasi es un cementerio fundado en 1853 en el distrito de Sarriá-San Gervasio en Barcelona (España). Tiene una superficie de 12 229 m² y se divide en dos partes por una escalera central que conduce a la capilla del cementerio. Incluye 4773 tumbas en forma de mausoleos y nichos. Numerosas esculturas y ornamentos, principalmente en el estilo del eclecticismo, decoran las tumbas. Entre ellos se encuentran el Pantheon Cros, diseñado por Joan Baptista Pons i Trabal (1894).

## Personalidades
Las siguientes personalidades están enterradas en el cementerio de Sant Gervasi:
- Joan Maragall (1860-1911), poeta y escritor.
- Darío de Regoyos (1857-1913), pintor asturiano considerado el mayor exponente impresionista de la pintura española.[2]
- Luis Comenge y Ferrer (1854-1916), médico e historiador de la medicina (Illa S. Joan, panteón 1)
- Felipe Pedrell (1841-1922), musicólogo, compositor y músico.
- Lluís Domènech i Montaner (1850-1923), arquitecto modernista catalán (Illa S. Pere, nicho240), a la derecha de la entrada.
- Augusto Font Carreras (1846-1924), arquitecto.
- Francisco Gimeno Arasa (1858-1927), pintor (Illa S. Joan, nicho242).
- Francesc Xavier Nogués i Casas (Barcelona, 1873-1940), pintor y dibujante.
- Enric Clarasó (1857-1941), escultor modernista.
- Joan Lamote de Grignon (1872-1949), pianista, compositor y director de orquesta español.
- José Bertrán y Musitu  1875-1957), abogado y político español, ministro de Gracia y Justicia durante el reinado de Alfonso XIII (Illa S. Esteve, panteón 7)
- Ángel Rodríguez Ruiz (1879 -1959), fundador y primer presidente del Real Club Deportivo Español
- Ricard Lamote de Grignon i Ribas (1899-1962), compositor
- Antonio Pérez Moya (València, 1884 - Barcelona, 1964), compositor (Illa S. Francesc Xavier, nicho 711)
- Ricard Giralt Miracle (1911–1994),  ilustrador, diseñador gráfico y tipógrafo (Illa S. Aleix, nnicho384)
- Xavier Turull i Creixell (1922-2000),  violinista y compositor (Illa S. pere, nicho 56, pis 2)
- Xavier Montsalvatge i Bassols (1912- 2002), músico y compositor (Illa S. Eulàlia, illa 10, nicho 51 (primer piso).